# ریچی پارتریچ
ریچی پارتریچ (انگلیسی: Richie Partridge؛ زادهٔ ۱۲ سپتامبر ۱۹۸۰) بازیکن فوتبال اهل جمهوری ایرلند است.
از باشگاه‌هایی که در آن بازی کرده‌است می‌توان به باشگاه فوتبال بریستول راورز، باشگاه فوتبال نیو سنتس، باشگاه فوتبال شفیلد ونزدی، باشگاه فوتبال لیورپول، باشگاه فوتبال کاونتری سیتی، باشگاه فوتبال روترهام یونایتد، باشگاه فوتبال میلتون کینز دونز، باشگاه فوتبال استوک‌پورت کانتی، و تیم ملی فوتبال جمهوری ایرلند اشاره کرد.
وی همچنین در تیم‌های ملی فوتبال زیر ۱۷، ۱۸ و ۲۱ سال جمهوری ایرلند بازی کرده‌است.